# アレキサンダー・ヴィーツ・グリスウォルド
アレキサンダー・ヴィーツ・グリスウォルド（Alexander Viets Griswold、1766年4月22日 - 1843年2月15日）は、1836年から1843年まで第5代米国聖公会総裁主教を務めた。また米国聖公会コネチカット州教区を除いたニューイングランドの全ての地域を含む米国聖公会東部地方教区主教でもあった。グリスウォルドは福音派聖公会会員だった。

## 経歴
アメリカ合衆国のコネチカット州シムズベリーで、エリシャ・グリスウォルドとユーニス・ヴィーツの息子として生を受けた。1785年もしくは1786年5月6日、コネチカット州スコットランド（現在のブルームフィールド）でエリザベス・ミッチェルソンと結婚し、12人の子供をもうけた。姉に画家のユーニス・ピニーがいた。
1810年にブラウン大学、1811年にプリンストン大学、および1812年にハーバード大学より名誉神学博士の称号を授与された。
1795年6月7日に執事に叙任されたグリスウォルドは、同年10月1日に司祭に叙任された。リッチフィールド郡にある3つの教会に仕えるだけでなく、学校でも教鞭をとった。1804年にはロードアイランド州ブリストルのセント・ミヒャエル教会の教区牧師に選出され、1811年5月29日に教区主教に選出・叙任された。最年長の現役司祭在職であった1836年7月17日から没するまで第5代米国聖公会総裁主教も務めた。
また1815年から1828年までブラウン大学の学長も務めた。彼はともに米国聖公会主教であったフランク・グリスウォルド（1937年9月18日 - ）とシェルドン・マンソン・グリスウォルド（1861年1月8日 - 1930年11月28日）の親類にあたる。

## 著作
グリスウォルドは賛美歌「聖なる神よ（Holy Father）」と「偉大なる主よ（great Creator）」を作曲しただけでなく、「キリスト教の最も重要な教義と職務についての論説（Discourses on the Most Important Doctrines and Duties of the Christian Religion）」（1830年）、「宗教改革とローマ教皇（The Reformation and the Apostolic Office）」（1843年）、「社会的祈祷会に関する所見（Remarks on Social Prayer Meetings）」（1858年）も発表しており、いずれの研究論文もJ. S. ストーン博士により公開された。幾つかの論文と彼の頭髪がロードアイランド大学の大学図書館に保管されている。

## 名誉
アイオワ州ダベンポートにある嘗てのグリスウォルド・カレッジ（現在のリバーモント大学）はグリスウォルドに敬意を表して名付けられた。